# Keitarō Sawada
Pour les articles homonymes, voir Sawada.
Keitarō Sawada (沢田桂太郎, Sawada Keitarō), né le 21 janvier 1998, est un coureur cycliste japonais, qui court à la fois sur route et sur piste.

## Biographie
En 2015, Keitarō Sawada devient champion du Japon et d'Asie sur route dans la catégorie juniors (moins de 19 ans). L'année suivante, il obtient deux médailles d'argent aux championnats d'Asie sur piste juniors, dans le kilomètre et en poursuite par équipes. Il devient également champion du Japon de poursuite par équipes. 
En 2018, il est engagé par l'équipe continentale japonaise Bridgestone.

## Palmarès sur route

### Par année
- 2014
  -  Champion du Japon sur route U17
  -  Champion du Japon du contre-la-montre U17
- 2015
  -  Champion d'Asie sur route juniors
  -  Champion du Japon sur route juniors
- 2019
  - Prologue du Tour de Kumano

### Classements mondiaux
| Année         | 2019 |
| ------------- | ---- |
| UCI Asia Tour | 87e  |

## Palmarès sur piste

### Championnats du monde
- Apeldoorn 2018
  - 9e de la poursuite par équipes[2]
- Pruszków 2019
  - 12e de la poursuite par équipe[3]

### Coupe du monde
- 2017-2018
  - 2e de la poursuite par équipes à Santiago

### Jeux asiatiques
- Jakarta 2018
  -  Médaillé de bronze de la poursuite par équipes

### Championnats d'Asie
- Izu 2016
  -  Médaillé d'argent de la poursuite par équipes juniors
  -  Médaillé d'argent du kilomètre juniors
- Nilai 2018
  -  Champion d'Asie de poursuite par équipes (avec Ryo Chikatani, Shogo Ichimaru et Shunsuke Imamura)
- Jincheon 2020
  -  Champion d'Asie de poursuite par équipes (avec Kazushige Kuboki, Shunsuke Imamura, Ryo Chikatani et Eiya Hashimoto)

### Championnats nationaux
- 2016
  -  Champion du Japon de poursuite par équipes (avec Hiroki Moriguchi, Hiromi Sakamoto et Keigo Kusaba)
- 2017
  - 3e du championnat du Japon de poursuite par équipes
  - 3e du championnat du Japon de l'américaine
- 2018
  -  Champion du Japon du kilomètre
  -  Champion du Japon de poursuite par équipes (avec Kazushige Kuboki, Ryo Chikatani et Hiroaki Harada)
  -  Champion du Japon de scratch
  - 3e du championnat du Japon de l'américaine
- 2019
  -  Champion du Japon du kilomètre
- 2020
  -  Champion du Japon de poursuite par équipes (avec Eiya Hashimoto, Ryo Chikatani et Daiki Magosaki)
  -  Champion du Japon de l'américaine (avec Ryo Chikatani)